# Verses regény
A verses regény a romantika időszakában létrejött, önálló epikolírai műfaj, mely összemossa az egyébként különálló epika és líra műnemét. A verses regény nem versben írt regény, bár regényszerű témát dolgoz fel, a történet összefűzése lazább, és a hangsúly a lírai tulajdonságokra, az érzelmek kifejezésére helyeződik. Az epikus elemek a történet valódiságának illúzióját keltik. A költő vagy narrátor folyamatos lírai jelenléte is fontos tulajdonsága. A műfajt Byron teremtette meg Child Harold és Don Juan című munkáival, de a híres verses regények közé tartozik Puskin Anyeginje. Magyarországon is kedvelt műfaj lett, verses regény például Arany János Toldi szerelme és Arany László A délibábok hőse című műve is. A modern magyar irodalomban is akad rá példa, Térey János Paulus című műve is e műfajban íródott.